# Kimoneia

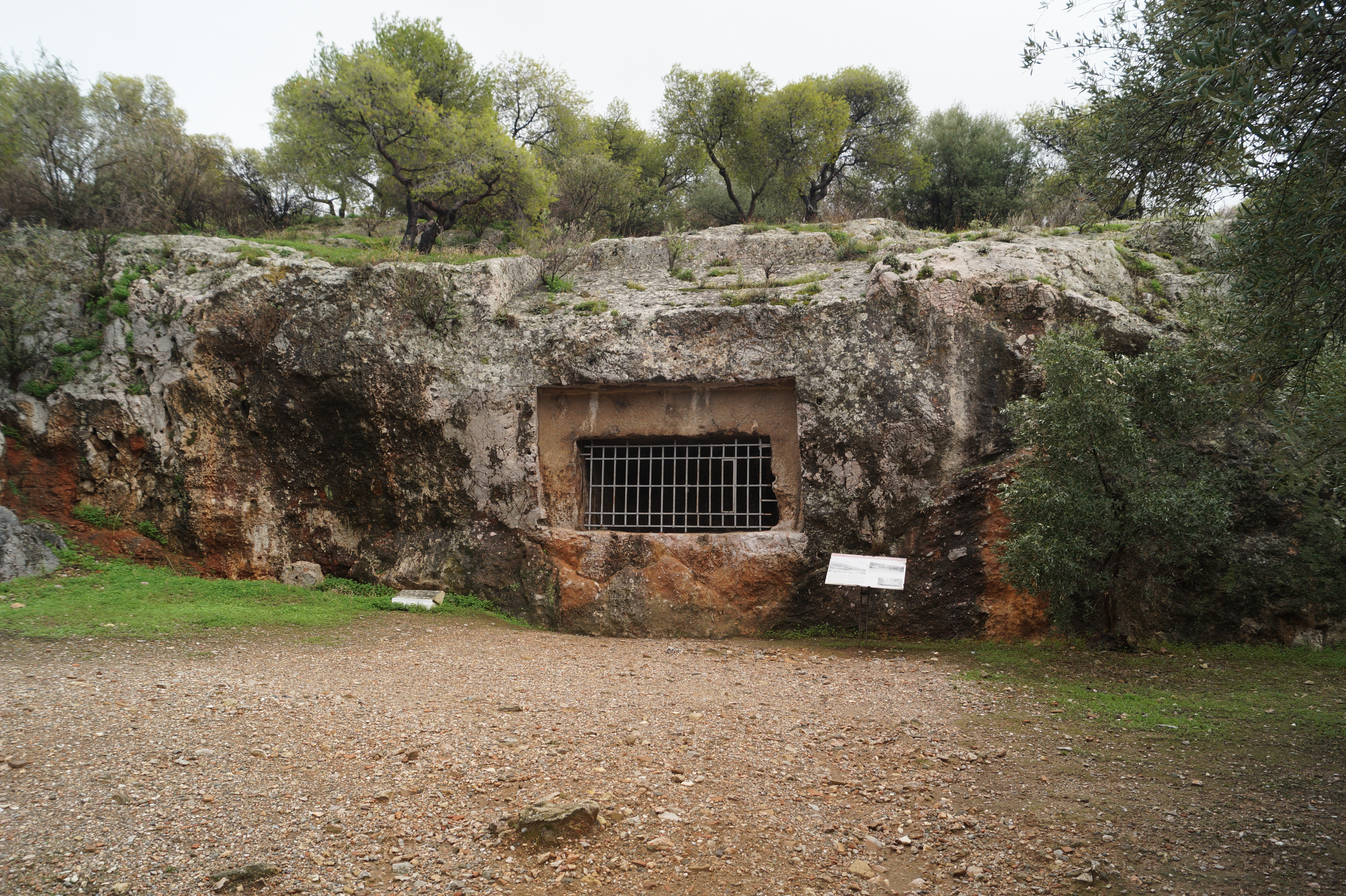
Das Kimoneia

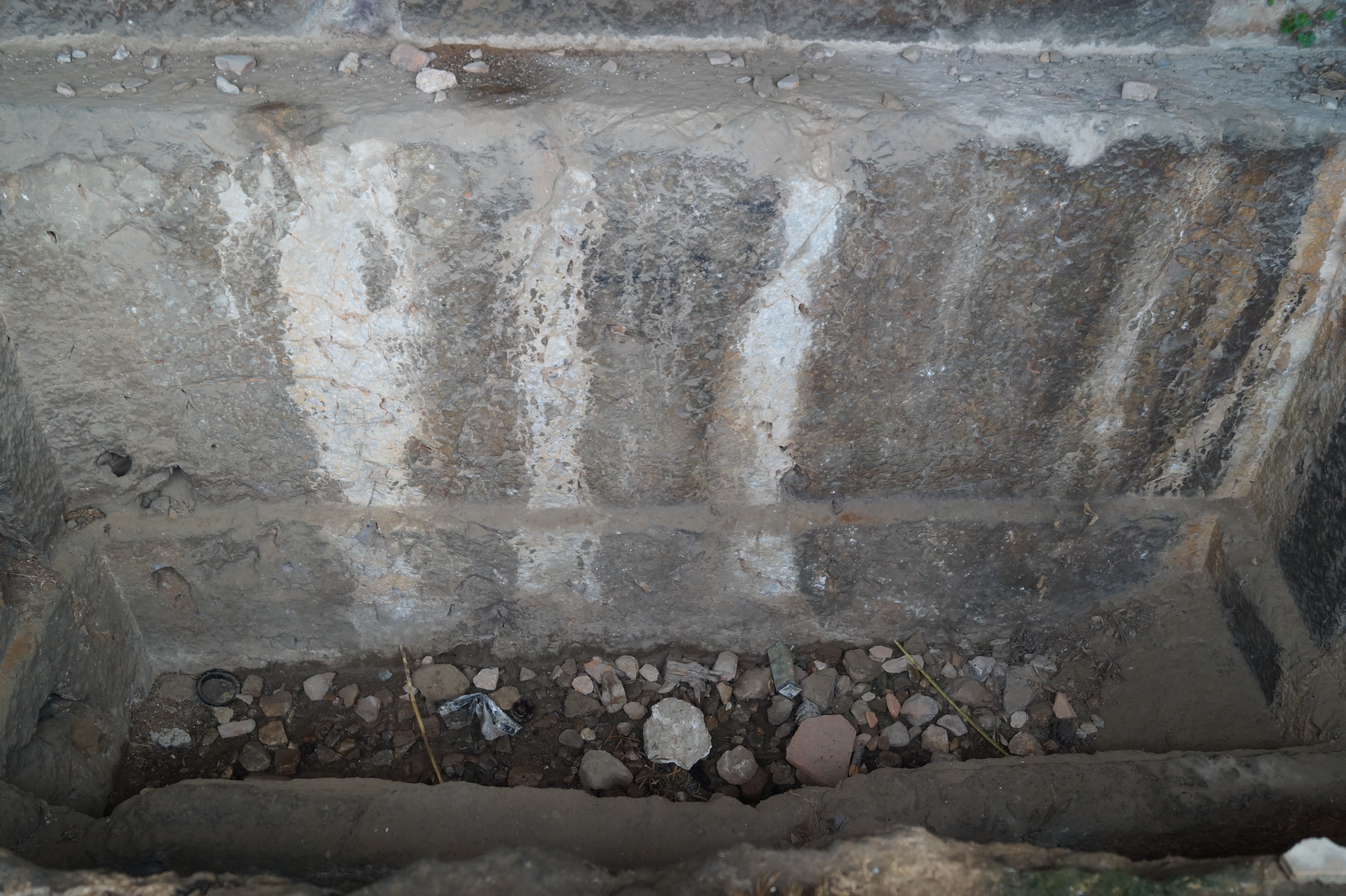
Vorderer Grabschacht im Kimoneia

Die Kimoneia (altgriechisch Κιμώνεια Μνήματα = Kimoneia-Denkmäler) sind ein Grab und eine Reihe nicht erhaltener  Denkmälern am Nordabhang des Musenhügels in Athen. Es gilt als Grab des Olympioniken Kimon, des Vaters des Miltiades des Jüngeren.

## Überlieferung
Herodot berichtet, dass die Söhne des Peisistratos Kimon in Athen umbringen ließen, da sie ihn als Gefahr für ihre Herrschaft sahen. Er fand seine letzte Ruhe in einem Grab an der Koile-Straße, die von der Akropolis nach Piräus führte. Seine vier Rosse, mit denen er dreimal in Folge die Olympischen Spiele im Wagenrennen gewann, sollen gegenüber Kimons Grab bestattet worden sein. Um 330 v. Chr. wurde in der Nähe der Dipylon über den Toren, ein Tor in der Diateichisma, errichtet. Nach Plutarch wurden die sterblichen Überreste Kimons, des Sohns des Miltiades und Enkel des Olympioniken Kimon, von Zypern nach Athen überführt und hier begraben. Man vermutet jedoch, dass es sich hierbei um eine Verwechselung mit dem älteren Kimon handelt. Neben den Kimoneia soll es weitere Gräber aus der Familie des Kimon gegeben haben. So sollen hier auch Elpinike, die Schwester des jüngeren Kimon, und daneben der Geschichtsschreiber Thukydides begraben sein. Der Biograph Markellinos berichtet hierzu, dass an Thukydides’ Grab eine Grabstele mit der Aufschrift Thukydides Olorou Halimousios ist hier begraben stand.

## Beschreibung
Das Kimoneia ist ein in den anstehenden Fels gehauenes Grab. Eine rechteckige, waagerechte Öffnung in etwa 1,50 Meter Höhe bildet den Einstieg. In der kleinen Kammer gibt es nur zwei gleich große Grabschächte, die quer zum Einstieg angeordnet sind. Am westlichen Ende der Grabschächte wurden Kopfstützen in den Fels gearbeitet. Hieraus lässt sich auf die Orientierung der Toten im Grab schließen. Die Grabschächte haben einen umlaufenden Sockel, auf dem einst der Steindeckel ruhte. Über der Eingangsöffnung gibt es eine Inschrift aus dem 3. Jahrhundert, die das Grab einem Zosimianos zuschreibt.